# Asdrúbal (340 a. C.)
Asdrúbal fue un general cartaginés, fue uno de los que dirigió el gran ejército enviado por Cartago a Sicilia durante la Segunda Guerra Siciliana y que fue derrotado por Timoleón en la Batalla del Crimiso en 340 a. C. Plutarco también lo menciona pero no hace ninguna mención de su vida anterior ni su suerte posterior.